# Угги (собака)
Угги (14 февраля 2002, Флорида — 7 августа 2015, Лос-Анджелес) — американский пёс-киноактёр, наиболее известный по ролям в фильмах «Артист» и «Воды слонам!».

## Биография
Угги стал первой собакой, получившей «Золотой ошейник», аналог премии «Оскар».
На Каннском кинофестивале в 2011 году был удостоен специального приза PALM DOG Award за фильм «Артист», который на фестивале ежегодно вручают за лучшую роль в исполнении собаки.
Его мемуары «Угги, мой рассказ» были опубликованы в Соединённых Штатах, Великобритании и Франции в октябре 2012 года.
Его хозяин Омар фон Мюллер принял трудное для себя решение усыпить пса после безуспешной борьбы с опухолью простаты.